# 惠比壽花園廣場

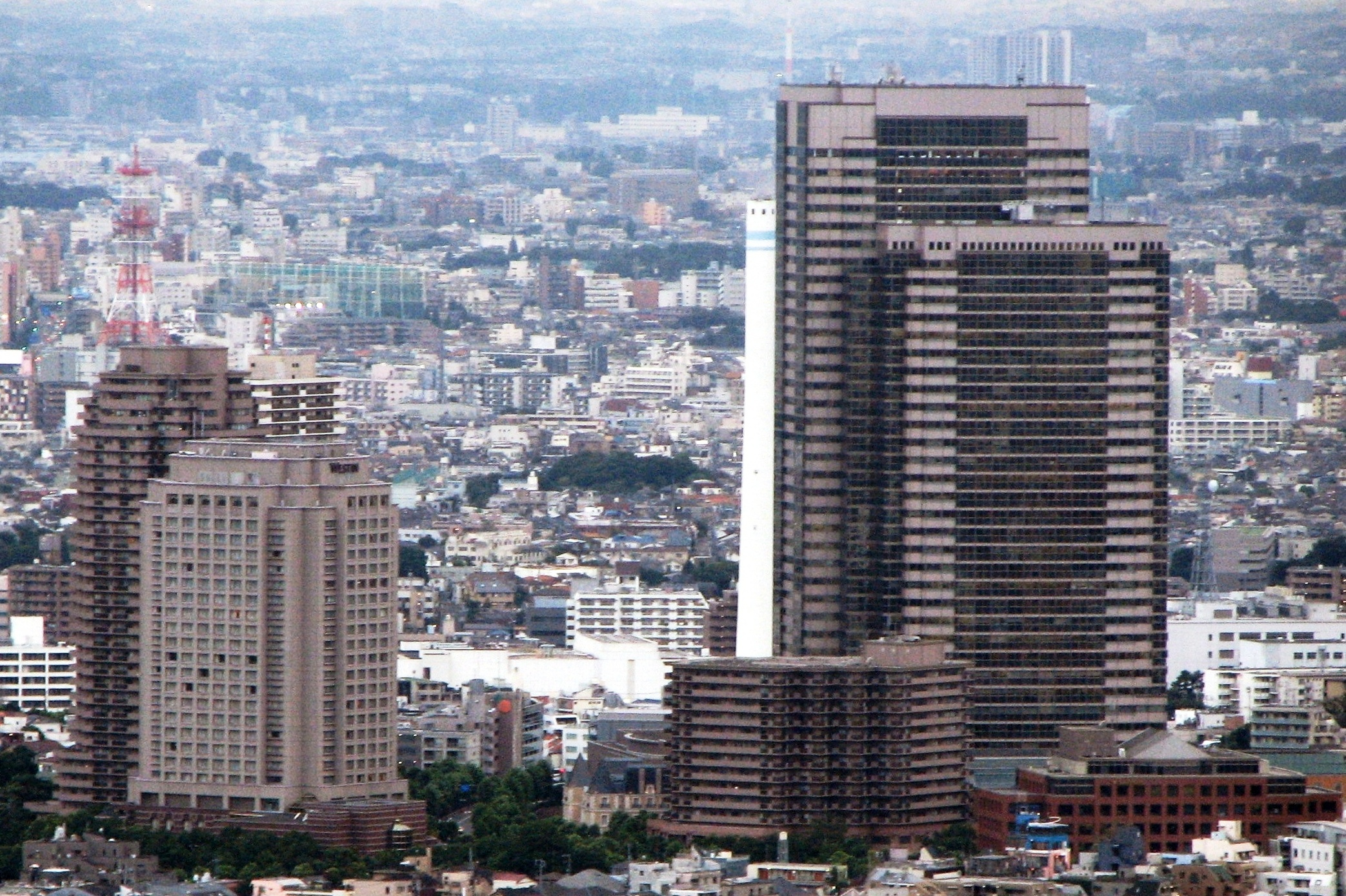
惠比壽花園廣場

惠比壽花園廣場（日语：恵比寿ガーデンプレイス）是位於日本東京都澀谷區及目黑區的一座綜合型設施，其所在地曾是札幌啤酒的工廠。開業於1994年，包括了辦公樓、百貨店等商業設施，以及餐廳、公寓、美術館等設施。札幌啤酒的總部也位於此，並且札幌啤酒擁有惠比壽花園廣場的全部所有權。惠比壽花園廣場被國土交通省選入都市景観100選。

## 外部連結
- 官方网站